# Norske tog Type 76
Die norwegischen Triebzüge Type 76, die von Norske tog beschafft wurden, basieren auf dem Stadler Flirt. Dabei handelt es sich um elektrische Niederflur-Triebzüge, die vom schweizerischen Eisenbahnhersteller Stadler Rail für den Regional- und S-Bahn-Verkehr konstruiert wurden. Ihre Anpassung an Anforderungen des Fernverkehrs erfolgte mit Aufträgen aus Norwegen. Der Hersteller erklärt FLIRT seither mit «flinker leichter Intercity- und Regional-Triebzug».
Die Type 76 stammt aus der Produktreihe „FLIRT200“, eine Intercity- und Fernverkehrsvariante mit einer Höchstgeschwindigkeit von 200 km/h.
Norges Statsbaner und später Norske tog haben seit 2008 insgesamt 150 Züge der Baureihen Type 74, Type 75 und Type 76 bestellt. Der 100. Zug wurde im Juli 2018 ausgeliefert.

## Technische Beschreibung
Die Triebzüge waren von Anfang an mit Elektroantrieb erhältlich und werden seit 2012 mit dieselelektrischem Antrieb und seit 2017 auch mit Zweikraftantrieb angeboten, der beide Systeme beinhaltet.
Große Teile der Wagen sind niederflurig und genügen damit den allgemeinen Anforderungen an die Zugänglichkeit. Aufgrund der Niederflurlösung befindet sich ein Großteil der technischen Ausrüstung auf dem Dach, wodurch sie für Wartungsarbeiten leichter zugänglich ist. Die Züge verbrauchen weniger Energie pro Sitzkilometer als die Vorgänger.

### Modifikation für Norwegen
Die FLIRT-Züge basieren auf Standardkomponenten. Die für Norwegen gelieferten Triebzüge weisen jedoch mehrere Modifikationen auf. So wurde das Design der Frontseite erheblich geändert, um den Triebwagenführer besser vor Kollisionen mit Elchen und losen Gegenständen auf der Strecke zu schützen. Da die norwegischen Bahnstrecken vergleichbar mit Schweden ein breiteres Lichtraumprofil als des übrige europäische Regelspurnetz aufweisen, konnten die Einheiten einige Dezimeter breiter als die üblichen FLIRT ausgeführt werden. Die Züge sind ferner mit einem Heizsystem für die Bremsen ausgestattet. Dass alle kritischen Komponenten im Zug eingebaut oder auf dem Dach montiert wurden, ist für den Wintereinsatz von Vorteil.
Die Hauptwerkstatt für die Wartung der FLIRT-Einheiten befindet sich in Sundland in Drammen, kleinere Reparaturen werden in Nylende in Skien durchgeführt.

### Geräuschbelastung
NSB stellte bei der Bestellung die weltweit strengsten Anforderungen hinsichtlich der Geräuschbelastung. Die Einheiten wurden als leiser Zug eingestuft. Die norwegische Vereinigung für Lärm (Støyforeningen) hat die Züge als leise gelobt. Am Støyfri-Tag (lärmfrei-Tag) 2015 wurden NSB für ihr Engagement mit diesen Zügen mit dem Ehrenpreis des Vereins ausgezeichnet.
Die Verwendung von Signalhörnern ist für Anwohner an den Strecken sehr störend. Die EU-Richtlinie fordert für die Hörner eine Lautstärke von 120 dBA direkt vor dem Zug. Dies entspricht der Ohrschmerzgrenze. Die Signalhörner werden vor ungesicherten Bahnübergängen entlang der Bahnstrecken verwendet. Es wird kontinuierlich daran gearbeitet, diese Bahnübergänge zu entfernen. Bei neuen Strecken werden ungesicherte Bahnübergänge vermieden.

## Verwendung

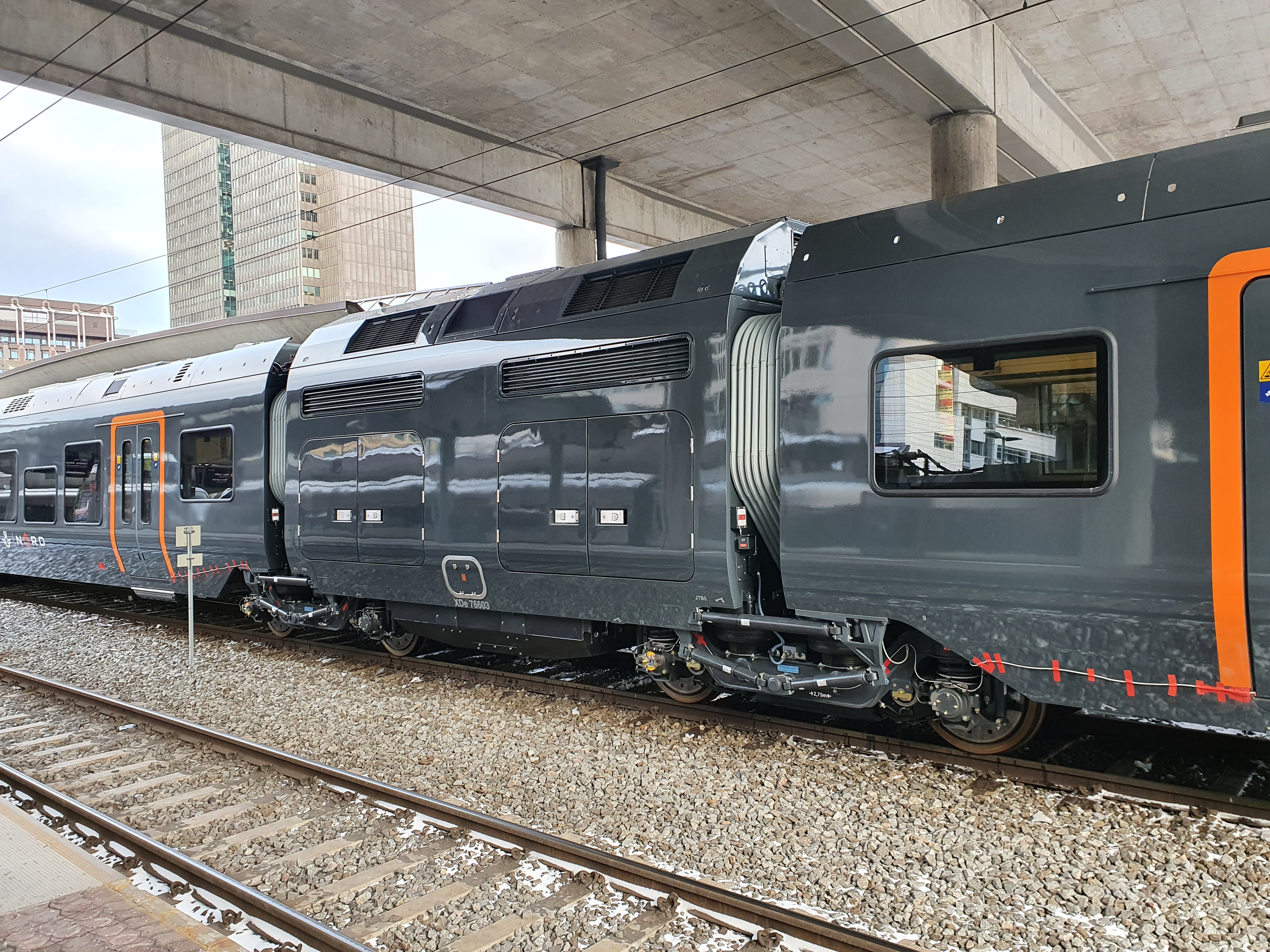
Mittelwagen mit Dieselgenerator

Die Einheiten der Type 76 sind die Lokalverkehrsvariante für Trøndelag, die auf Streckenabschnitten mit und ohne Oberleitung verkehren können. Die Züge sind zweikraftfähig und haben einen zusätzlichen Mittelwagen mit einem Dieselgenerator, der bei Bedarf den Strom für den Antrieb erzeugt. Bei Stadler wurden im Dezember 2018 insgesamt 14 Einheiten bestellt. Diese sind für die Trønder-, Meråker- und Rørosbane vorgesehen und ersetzen alle Dieseltriebzüge des Typs 92. Die beiden ersten Züge sollten 2021 geliefert werden.
Nachdem die Garnituren bestellt waren, wurde festgestellt, dass sie eine zu hohe Achslast haben, um auf der Meråkerbane östlich von Hell eingesetzt zu werden. Dafür könnte eine Ausnahmegenehmigung – wie für die dort verkehrenden Güterzüge – notwendig sein oder die Infrastruktur der Strecke verbessert werden. Es ist jedoch zunächst nicht geplant, die Züge auf diesem Abschnitt einzusetzen.
Für Probefahrten traf die erste Einheit am 14. November 2020 und die zweite Einheit im Dezember 2020 in der Werkstatt in Skien ein, die bis zur Fertigstellung der neuen Wartungswerkstatt in Støren, mit deren Bau im November 2020 begonnen wurde, für die laufende Wartung zuständig ist. Eine zeitweise Beheimatung in Marienborg in Trondheim wird in Erwägung gezogen. Alle anderen zwölf Triebzüge in SJ-Lackierung wurden 2021 ausgeliefert.
Der erste Zug (76-05) wurde von Verkehrsminister Knut Arild Hareide am 31. August 2021 in Trondheim offiziell dem Betrieb übergeben. Die erste Fahrt eines planmäßigen Zuges fand am 10. September 2021 statt.
Zugreihung
Ein Triebwagenzug besteht aus sechs fest zusammengekuppelten Wagen:
| Wagen | Bezeichnung | Nummer      | Sitzplätze Stehplätze | Türen | Drehgestelle                                        | Bemerkungen                                             |
| ----- | ----------- | ----------- | --------------------- | ----- | --------------------------------------------------- | ------------------------------------------------------- |
| 1     | BMa         | 76101–76114 | 38 62                 | 4     | Antriebsdrehgestell + Jakobsdrehgestell mit Wagen 2 | keine Haustiere                                         |
| 2     | BPa         | 76201–76214 | 44 93                 | 4     | Jakobsdrehgestell mit Wagen 1 + Laufdrehgestell     | 2 Fahrradstellplätze / 2 Getränkeautomaten / Toilette   |
| 3     | BC          | 76301–76314 | 36 88                 | 4     | Laufdrehgestell + Jakobsdrehgestell mit Wagen 4     | 4 Rollstuhlplätze / Rollstuhllift / Behindertentoilette |
| 4     | XDe         | 76601–76614 | 0                     | 0     | 2 × Jakobsdrehgestell mit Wagen 3 und 5             | 4 × Powerpack                                           |
| 5     | BPb         | 76401–76414 | 44 93                 | 4     | 2 × Jakobsdrehgestell mit Wagen 4 und 6             | Fahrradstellplatz / Getränkeautomat                     |
| 6     | BMb         | 76501–76514 | 38 62                 | 4     | Jakobsdrehgestell mit Wagen 5 + Antriebsdrehgestell |                                                         |

(BM = 2. Klasse, Motorwagen mit Führerstand; BC = 2. Klasse, C = Spezialwagen mit Behindertentoilette; Xde = Xd = dieseldrevet lastetraktor, e = elektrisk entspricht Mittelwagen mit Dieselgenerator und einem Batteriesatz für kurze Rangierfahrten; BP = 2. Klasse mit Stromabnehmer)

## Einsatz
Die Züge werden von SJ Norge hauptsächlich im Nahverkehr auf dem Abschnitt Støren–Steinkjer (Trønderbanen) und als Regionalzüge auf der Rørosbane eingesetzt:
- Linie 25: (Oslo S) – Hamar – Røros – Trondheim
- Linie 26: Steinkjer – Trondheim – (Lerkendal) – Støren